# Пасічна (Надвірнянський район)
Па́січна — село Надвірнянського району Івано-Франківської області. Адміністративний центр Пасічнянської сільської громади. Лежить на річці Бистриці Надвірнянській за 13 км від районного центру Надвірна і за 15 км від залізничної станції Надвірна. Через село проходить автомагістраль Надвірна — Бистриця. Колишній сільраді були підпорядковані села Букове, Постоята, Соколовиця. Герб села є напівпромовистим.

## Походження назви
Назва села походить від слова «пасіка». В минулому люди вирубували ліси, спалювали їх і на тому місці будували хати. Ці місця називалися «пасіки». Інша версія така, що місцеві жителі займалися бджільництвом, вивозили у ліси вулики, і звідси пішла назва.

## Географія

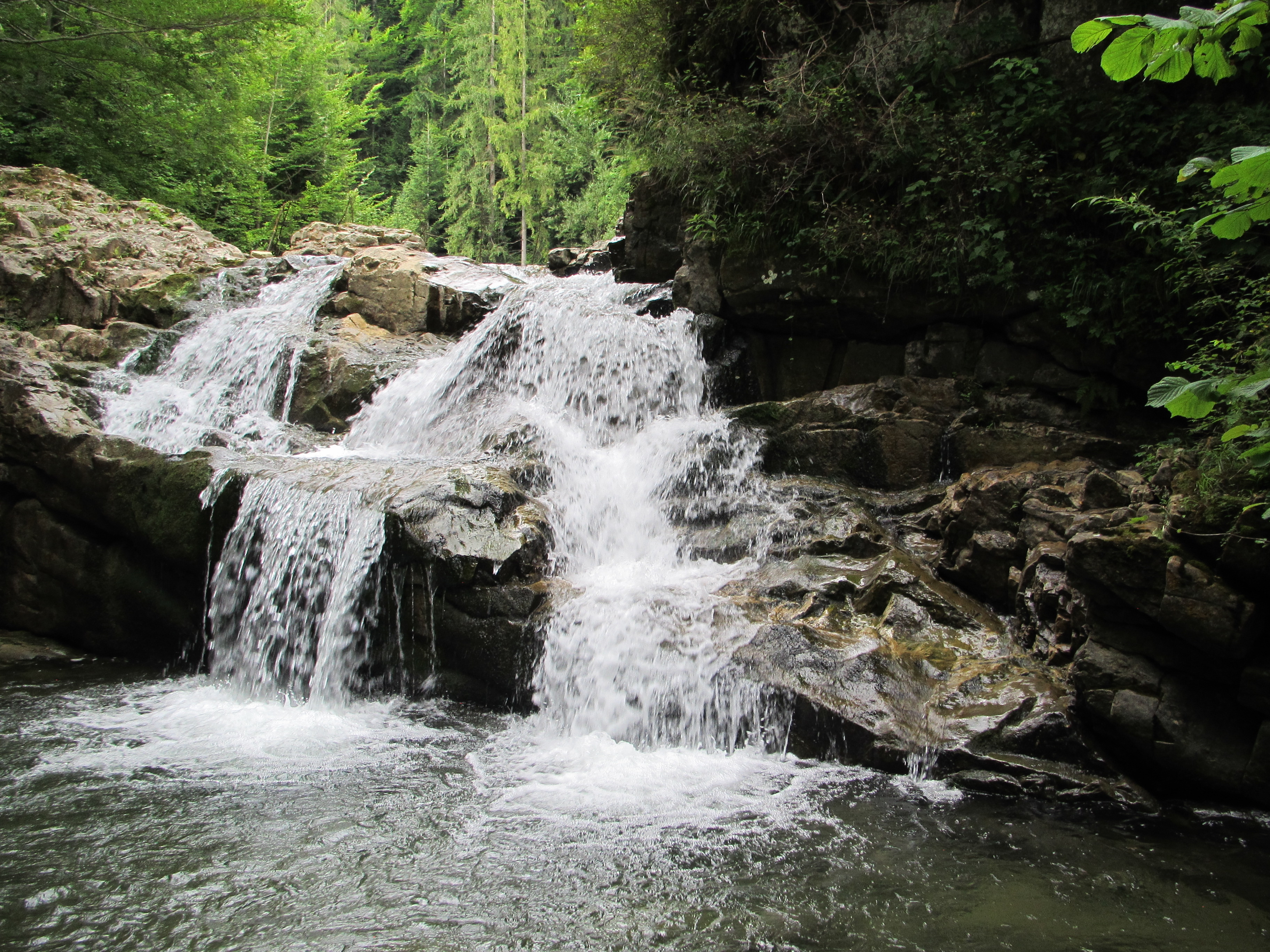
Водоспад Розтока

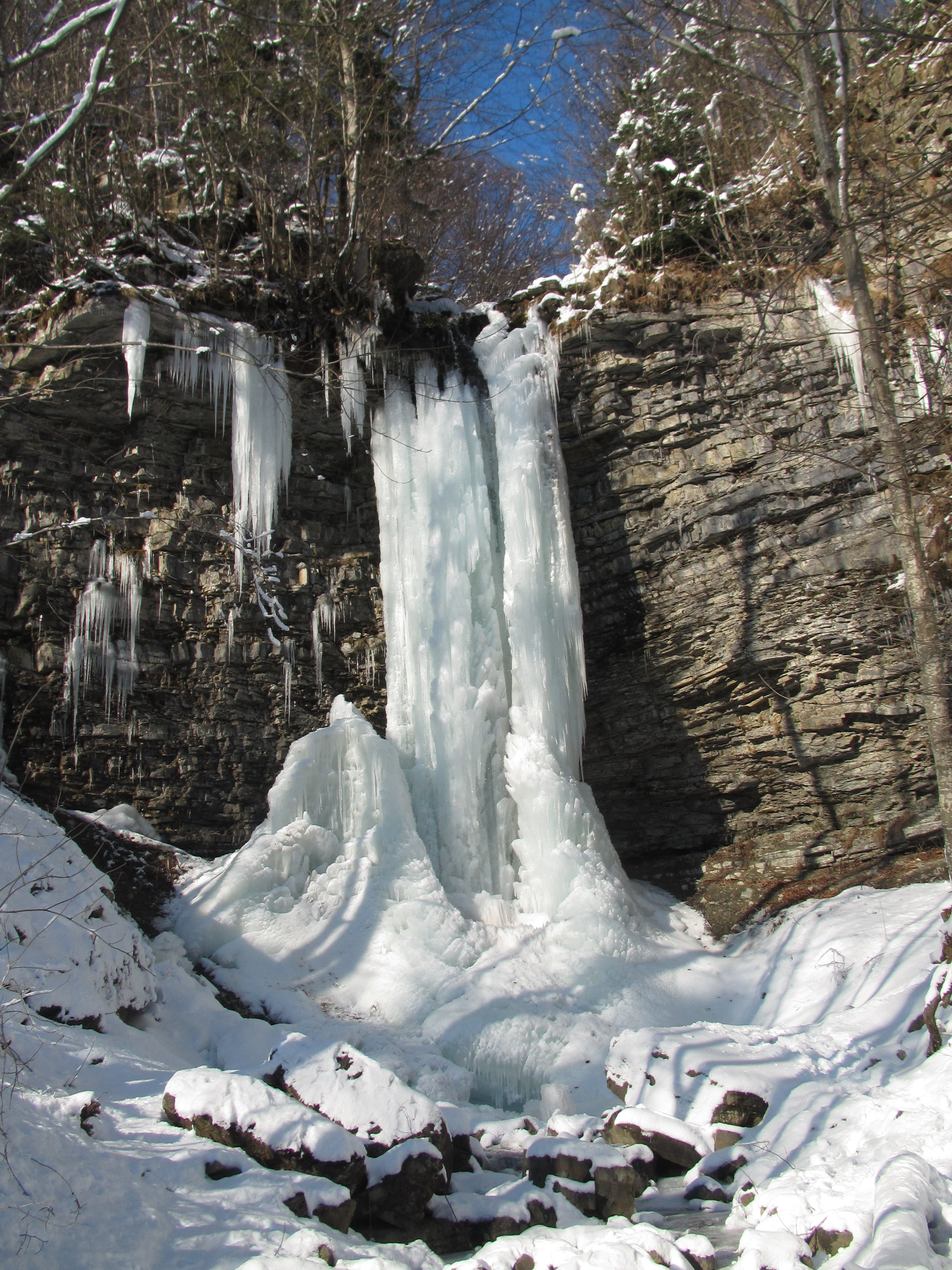
Крапельковий водоспад

Найвищою горою села є гора Бзовач, висота якої становить 975 метрів. Через Пасічну протікає багато потоків, які впадають у Бистрицю Надвірнянську. Найбільші з них Бухтівець, Розтока, Чорчин. На Розтоці розташовані однойменні водоспади Розтока (4 м) і Розтока Нижній (1,5 м), а на Бухтівці — Бухтівецько-Бистрицький (3 м), Бухтівецький Верхній (3,5 м) та Бухтівецький (8 м) водоспади. Останній у 1972 році взято під охорону як гідрологічну пам'ятку природи місцевого значення. Поряд з ним розташований Крапельковий водоспад (10 м), а на відстані приблизно 1,5 км — водоспад Дзвінка (5,7 м).
На південний захід від центральної частини села розташована геологічна пам'ятка природи «Мальовнича скеля».
Село Пасічна лежить в Скибовій зоні складчастої області Українських Карпат. До цієї зони приурочені місцеві родовища нафти, газу, залізної руди, скляних пісків, сірих вапняків, вапнистих пісковиків.
Пасічна розташована на території Галицької Гуцульщини.

## Сучасність
В селі добувають природний газ. На території села також розміщено три механічні кар'єри. Вони виробляють вапно, бутовий камінь, щебінь, пісок, холодний асфальт, гравій, мармурові крихти, грубоколоту шашку, вапняковий камінь. У Пасічній є також 2 лісництва (Пасічнянське і Бухтівецьке), які входять до Надвірнянського лісокомбінату.
Територія Пасічної здебільшого розміщена на хребтах Українських Карпат. Пасічна межує з селами Пнів на сході, Зеленою на заході, Битковом на півночі та Делятином на півдні. Село поділено на присілки (Постоята, Розтока, Підкливи, Поле, Козарки, Майдан, Верхня та Нижня Криминоси (Креминоси), Горішнянка (Струкалєнка) та інші).
У селі є Ліцей та 3 школи I ступеня, клуб, 1 бібліотека , лікарська амбулаторія, фельдшерсько-акушерський пункт, філія зв'язку, 3 цвинтарі, 2 НТС, ДКС Битків-Бабчинське, цех з видобутку нафти і газу. Село газифіковане, часткове є вуличне освітлення.
На території села зареєстровані три греко-католицькі церкви: УГКЦ «Святої Параскевії», отець Олег Гуляк, УГКЦ «Петра і Павла», отець Олег Гуляк, УГКЦ «Пресвятої Трійці» (Постоята), отець Олексій Градюк.
У серпні 2021 року збудували нову лікарську амбулаторію сімейної практики.
22 грудня 2019 стала центром Пасічнянської ОТГ.

## Символіка

### Герб
У лазуровому щиті виникають зелені гори, тонко облямовані золотом, обтяжені золотими бджолиними стільниками (герб є напівпромовистим), що супроводжуються зверху лазуровим полум'ям із золотою серцевиною, облямованим сріблом, з чорною буровою вежею на вершині.

### Прапор
Квадратне полотнище складається з трьох горизонтальних смуг блакитного, жовтого та зеленого кольорів у співвідношенні 19:2:19. У центрі полотнища жовта бджола з білими крилами та чорними лапами.

## Історія
Перша письмова згадка про село належить до 1648–1654 років. 

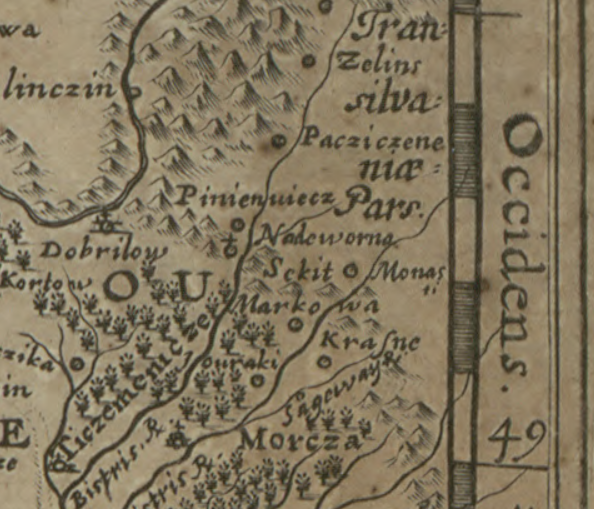
Село Пасічна на карті Гійома Левассера де Боплана.

З 1860 року в Пасічній розпочинається видобуток нафти. 
У липні 1900 року газета Діло інформувала, що річка Бистриця, яка змінила русло і тепер текла селом, знищила 300 моргів найкращого поля і 26 будинків. Загальні втрати від повені перевищили 9 млн корон.
У березні 1932 року відбувся великий страйк робітників нафтопромислу. Його очолювали комуністи.
У 1930-х на території села знаходився табір армії Польської республіки.
В селі діяла бібліотека товариства «Просвіта», з приходом радянської влади її було закрито.
2 липня 1941 року село було зайняте Вермахтом. Місцеві жителі, щоб хоч якось вижити, займались перегонкою нафти та обмінювали продукти переробки на їжу, але німці за викрадення 1,5 літрів нафти могли розстріляти. У 1943 з села були вивезені всі євреї, яких згодом знищили.  23 липня 1943 до села через присілок Бухтівець ввійшли партизани-"ковпаківці", а в другій половині вересня 1944 року село було окуповано Червоною армією. Якийсь час село входило до складу Богородчанського району, але зі зміною районуваня в 1965 році було передане до Надвірнянського району. В селі активно діяла УПА/ОУН, багатьох жителів села радянська влада відправила до Сибіру, місцеві сили УПА знаходились в порядкуванні ВО-4 «Говерла».  

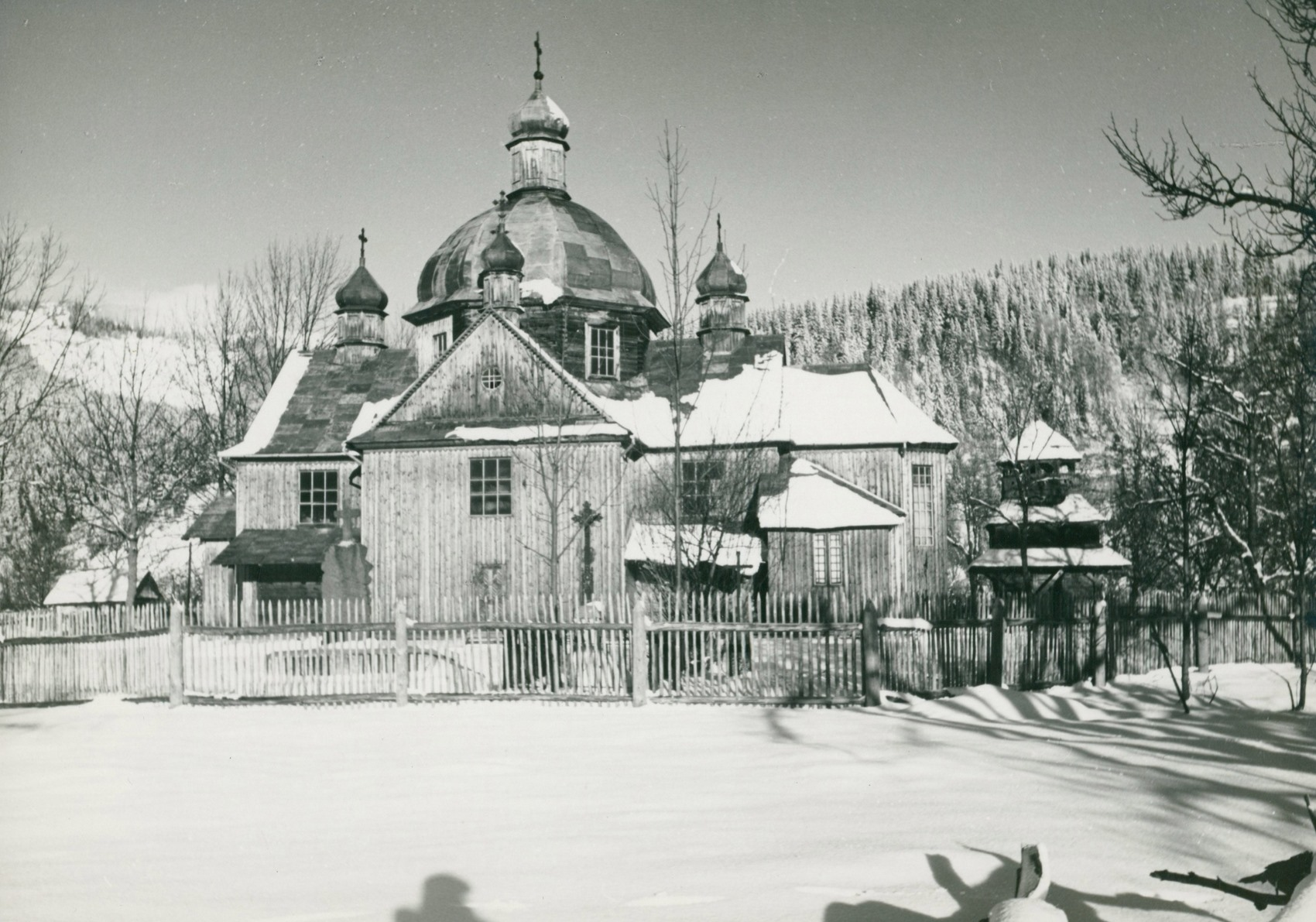
Старовинна церква св.Пакарсковії, під час Другої світової війни була зруйнована.

У 1963 році став до ладу Пасічнянський газовий промисел. В 70-х роках було створено управління магістральних газопроводів «Прикарпаттрансгаз», яке експлуатує 11 газоконденсатних родовищ. З 1970 році Пасічнянський нафтопромисел став цехом НГВУ «Надвірнанафтогаз». Внаслідок глибокого буріння у 1970 році започатковано Пасічнянське родовище. З 1999 року Пасічнянський промисел підпорядковано газопромисловому управлінню «Львівгазвидобування».
17 травня 1961 заснований кар'єр "Нерудник" до того часу перебував в підпорядкуванні Міністерства оборони СРСР.

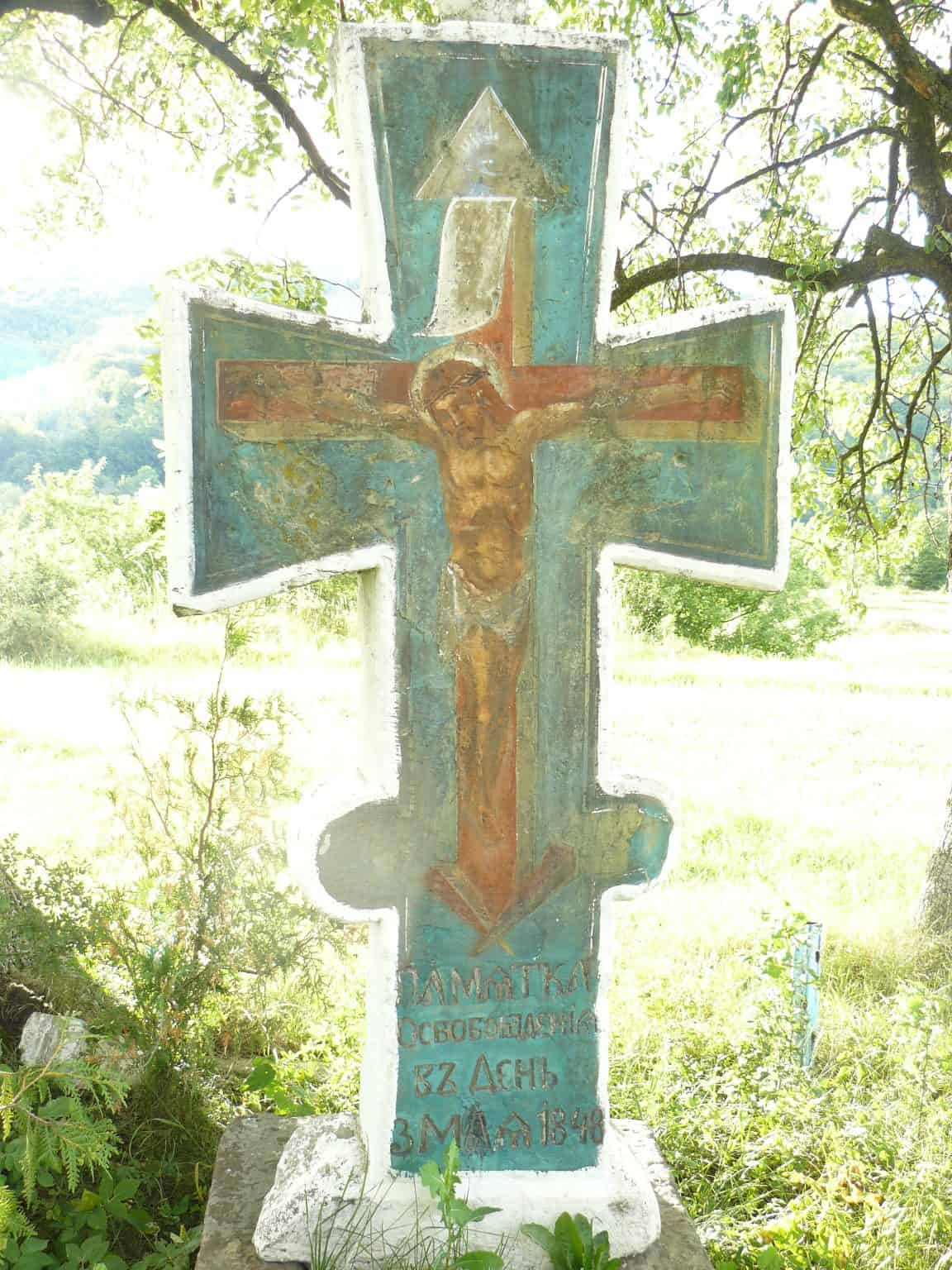
Хрест на честь скасування панщини, підпис "Памятка Освободжения в День 3-го Мая 1848"

## Відомі люди
Народилися:
- Михайло Михайлович Цимбалюк — державний і політичний діяч;
- Мечислав Медвецький — перший пілот, який загинув в Другій Світовій Війні[5].
- Типусяк Андрій Васильович (2001—2024) — старшина ІІ статті сил спеціальних операцій України, учасник російсько-української війни.
- Типусяк Роман Васильович — український військовослужбовець. Воював у Силах спеціальних операцій, (73 МЦСпО, в/ч А3199). Загинув на Тендрійвській косі[6][7].

Поховані:
- Софія Галечко — перша українська жінка-офіцер (хорунжа УСС).